# Афганці в Німеччині
Німецькі афганці (нім. Afghanistanstämmige in Deutschland) — це громадяни Німеччини з афганським походженням і негромадяни, які народилися в Афганістані або мають предків з Афганістану. Це найбільша афганська громада в Європі і частина світової афганської діаспори, серед якої вона є однією з найбільших. У 2022 році Федеральне статистичне управління Німеччини оцінило кількість осіб афганського походження, які проживають у Німеччині, у 425 000 осіб, що є третьою за чисельністю групою з-поза меж ЄС і найбільшою групою з Азії, за винятком Близького Сходу та Кавказу. Зокрема, лише в Гамбурзі проживає 35 805 афганців (станом на 2015 рік). У 2011 році Оффенбах-на-Майні та Гамбург мали найвищу частку афганських мігрантів серед усіх німецьких округів. У 2023 році в Гамбурзі проживало 51 000 вихідців з Афганістану.
Афганська громада в Німеччині, як і в Афганістані, неоднорідна і має різні політичні погляди (див. Демографія Афганістану). Хоча з участю НАТО в Афганістані громада згуртувалася через спільні надії і тривоги, проте існує відносно мало представницьких асоціацій чи організацій.

## Історія
У 1970-х роках у Західній Німеччині проживало близько 2 000 афганців, більшість з яких були бізнесменами та студентами. Торгове місто Гамбург особливо приваблювало афганських торговців килимами, які продавали афганські килими. З початком радянсько-афганської війни в Афганістані багато хто втік до Західної Німеччини, і до 1982 року населення зросло до 11 000 осіб. Ще одна хвиля почалася в 1990-х роках, і до 1994 року населення Афганістану сягнуло близько 50 000 осіб.
У Німеччині проживає одна з найбільших афганських діаспор у світі. За оцінками, станом на 2001 рік її чисельність становила близько 70 000 осіб.
Після європейської міграційної кризи громада швидко зросла, налічуючи 253 000 осіб у 2016 році порівняно з 75 000 у 2014 році. Афганістан був одним з основних джерел міграції в регіон, тоді як Німеччина була найвідомішим пунктом призначення.
Наприкінці грудня 2016 року Німеччина вирішила репатріювати 11 900 афганців на батьківщину — так звана Друга колективна депортація.
Тисячі афганців приїхали до Німеччини після виведення німецьких тренувальних сил з Афганістану у 2021 році. Здебільшого це люди, які працювали з німецькою армією або німецькими гуманітарними організаціями в Афганістані.
| рік            | Громадяни Афганістану в Німеччині |
| -------------- | --------------------------------- |
| 2015 рік       | 0.0 131,455                       |
| 2016 рік       | 0.0 253,485                       |
| 2017 рік       | 0.0 251,640                       |
| 2018 рік       | 0.0 257,110                       |
| 2019 рік       | 0.0 263,420                       |
| 2020 рік       | 0.0 271,805                       |
| 2021 рік       | 0.0 309,820                       |
| 2022 рік       | 0.0 377,240                       |
| 2023 (червень) | 0.0 395 000                       |

## Демографія
Згідно з визначенням Федерального статистичного управління Німеччини, громадяни Афганістану, які вирішили отримати німецьке громадянство, втрачають своє «статистичне» міграційне минуле, тобто іммігранти в другому чи третьому поколінні не підпадають під це визначення. З приблизно 156 000 німців афганського походження близько 25 000 мають німецький або інший неафганський паспорт.
Станом на 2023 рік у Німеччині проживає 377 000 громадян Афганістану.</br> Станом на 2023 рік у Німеччині проживає 377 000 громадян Афганістану.
| Кількість афганців у великих містах |           |        |
| #                                   | Місто     | Люди   |
| 1.                                  | Гамбург   | 24 635 |
| 2.                                  | Берлін    | 13,301 |
| 3.                                  | Мюнхен    | 7,446  |
| 4.                                  | Франкфурт | 5,114  |
| 5.                                  | Кельн     | 4,313  |
| 6.                                  | Бремен    | 4,215  |
| 7.                                  | Ессен     | 2,504  |
| 8.                                  | Лейпциг   | 2,171  |
| 9.                                  | Бонн      | 2,078  |
| 10.                                 | Штутгарт  | 2,046  |

### Вік і стать
Історично склалося так, що більшість афганців приїжджали до Німеччини цілими сім'ями. З 2012 року кількість афганців, які шукають притулку, зростає, і спостерігається тенденція до індивідуального прибуття афганських чоловіків, а не цілих сімей. У 2010-х роках серед мігрантів переважали чоловіки, що значно змінило гендерний баланс. Станом на 2015 рік 44 778 (34,1 %) з 25-35-річних афганців у Німеччині були жінками. Співвідношення чоловіків і жінок дещо збалансоване для дорослих старше 35 років і дітей до 15 років, але у віці від 15 до 35 років спостерігається величезний надлишок чоловіків.

### Розподіл

Розподіл громадян Афганістану по округах Німеччини у 2021 році

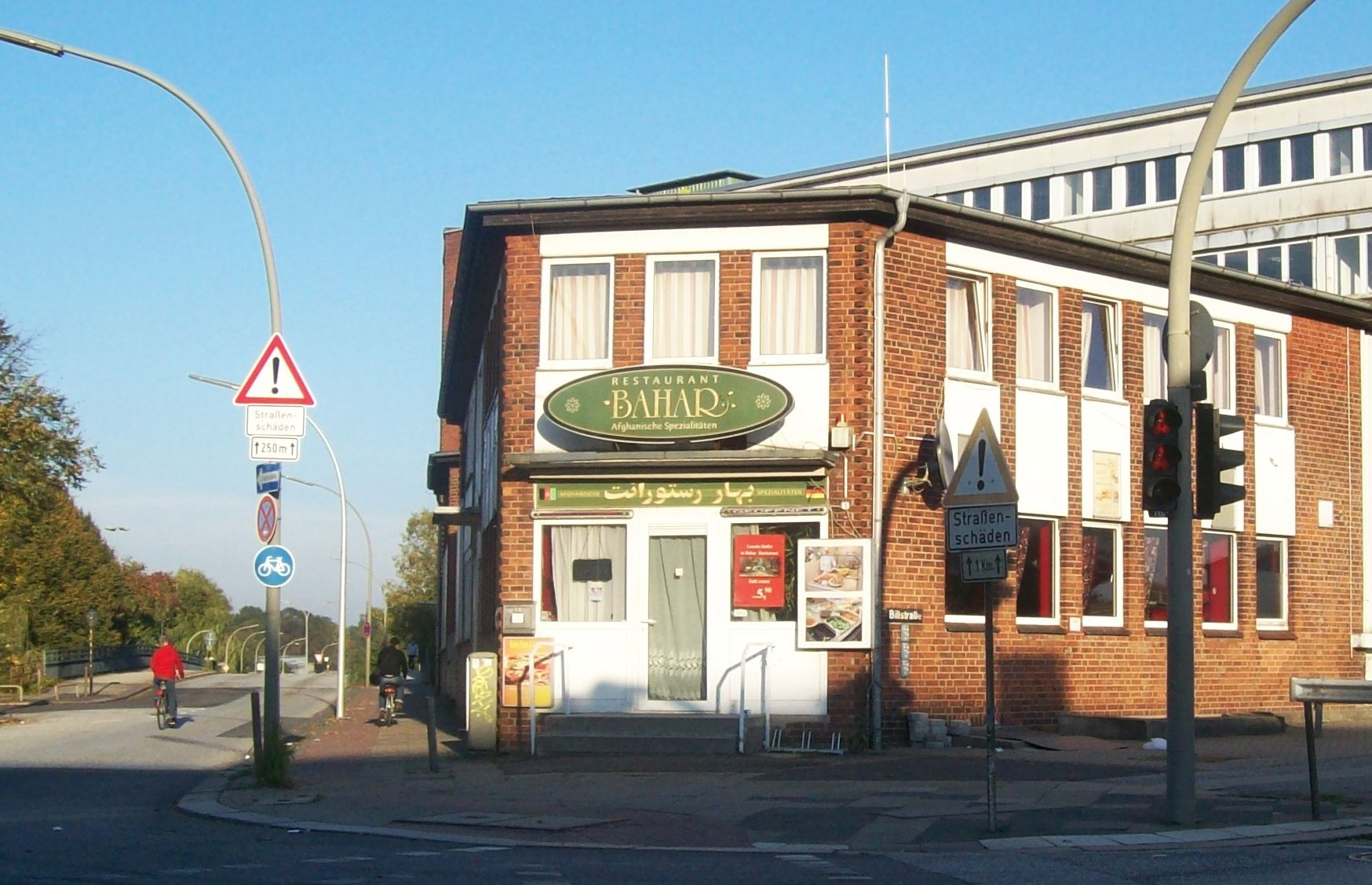
Афганський ресторан у Гамбурзі

У 2008 році в Гамбурзі проживала найбільша афганська діаспора серед усіх міст континенту: 7 000 німецьких громадян афганського походження та 14 000 інших мешканців афганського походження. Імміграція почалася з початком радянсько-афганської війни в 1979 році, а після її завершення до міста прибули додаткові іммігранти. Через різне походження та політичні уподобання емігрантів Йохен-Мартін Дутч (Jochen-Martin Dutsch) та ін. писали в Der Spiegel, що «афганська громада Гамбурга була відносно згуртованою і рідко сприймалася як етнічна група, частково через те, що ці іммігранти були настільки глибоко розділені на батьківщині, що за кордоном їх мало що об'єднувало як спільноту». Тому мешканці зосередилися на власних сім'ях і намагалися тримати їх разом.
Велика афганська громада в Гамбурзі робить місто домом для багатьох німецьких афганців, попри те, що це низинне портове місто контрастує з гірським Афганістаном, який не має виходу до моря.
Станом на 2017 рік найбільше громадян Афганістану проживало в Баварії, за нею йшли Гессен і Північний Рейн-Вестфалія. Громада переважно проживає на території, що належала до колишньої Західної Німеччини. Хоча Гамбург продовжує мати найвищу концентрацію афганців, населення зараз більш розпорошене по країні, ніж раніше, і до 2015 року в усіх землях колишньої Східної Німеччини їхня чисельність обчислювалася тисячами.
| Держава                      | Населення |
| ---------------------------- | --------- |
| Баден-Вюртемберг             | 9,995     |
| Баварія                      | 21 891    |
| Берлін                       | 8,138     |
| Бранденбург                  | 2,868     |
| Бремен                       | 1,018     |
| Гамбург                      | 14 468    |
| Гессен                       | 19,171    |
| Мекленбург-Передня Померанія | 2,232     |
| Нижня Саксонія               | 9,085     |
| Північний Рейн-Вестфалія     | 18 954    |
| Рейнланд Пфальц              | 5,126     |
| Саар                         | 1,147     |
| Саксонія                     | 6,123     |
| Саксонія Ангальт             | 2,242     |
| Шлезвіг-Гольштейн            | 5,967     |
| Тюрінгія                     | 3,029     |

## Працевлаштування
З 1 256 афганських студентів, зарахованих до університетів у 2015/2016 навчальному році, більшість навчалися на інженерних програмах, а значна кількість — на юридичних. За ними йшла менша кількість студентів на природничих, гуманітарних і медичних програмах, і ще менша — на сільськогосподарських, спортивних і мистецьких програмах.

## Релігія
Більшість німців з афганським походженням — мусульмани. У Німеччині також проживає невелика кількість афганських індуїстів, сикхів, християн, юдеїв і нерелігійних. У Німеччині існує 24 афганські культурні та релігійні асоціації, більшість з яких є ісламськими, чотири індуїстські та одна сикхська.

## Громадські та соціальні проблеми
Афганська діаспора в Німеччині — це дуже неоднорідна група, оскільки Афганістан — це дуже неоднорідна країна, справді багатонаціональна країна. І афганські біженці не всі приїхали до Німеччини одночасно. Вони прибували хвилями.”

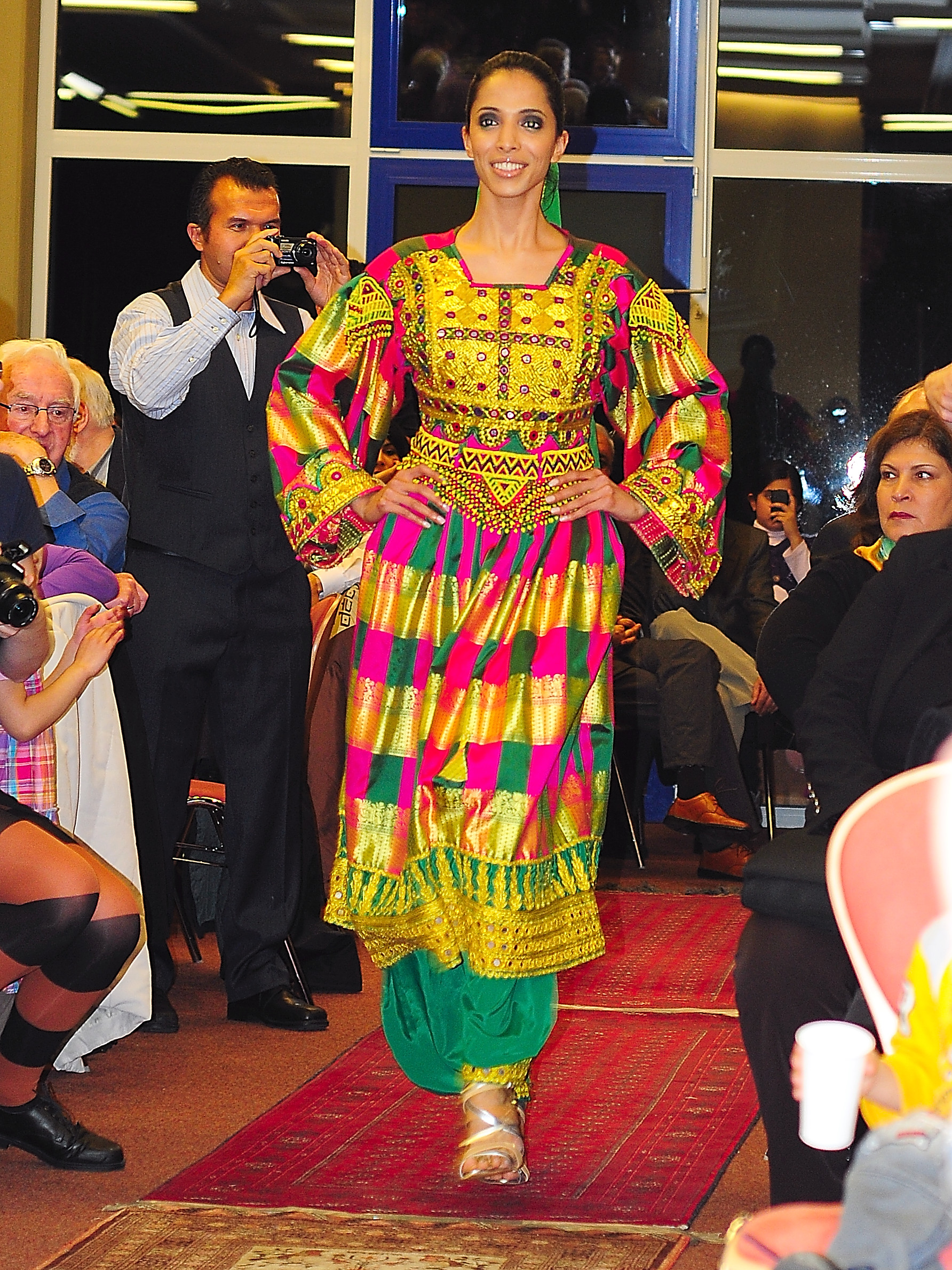
Німецька афганська модель Зохре Есмаелі в традиційному афганському одязі під час благодійної акції

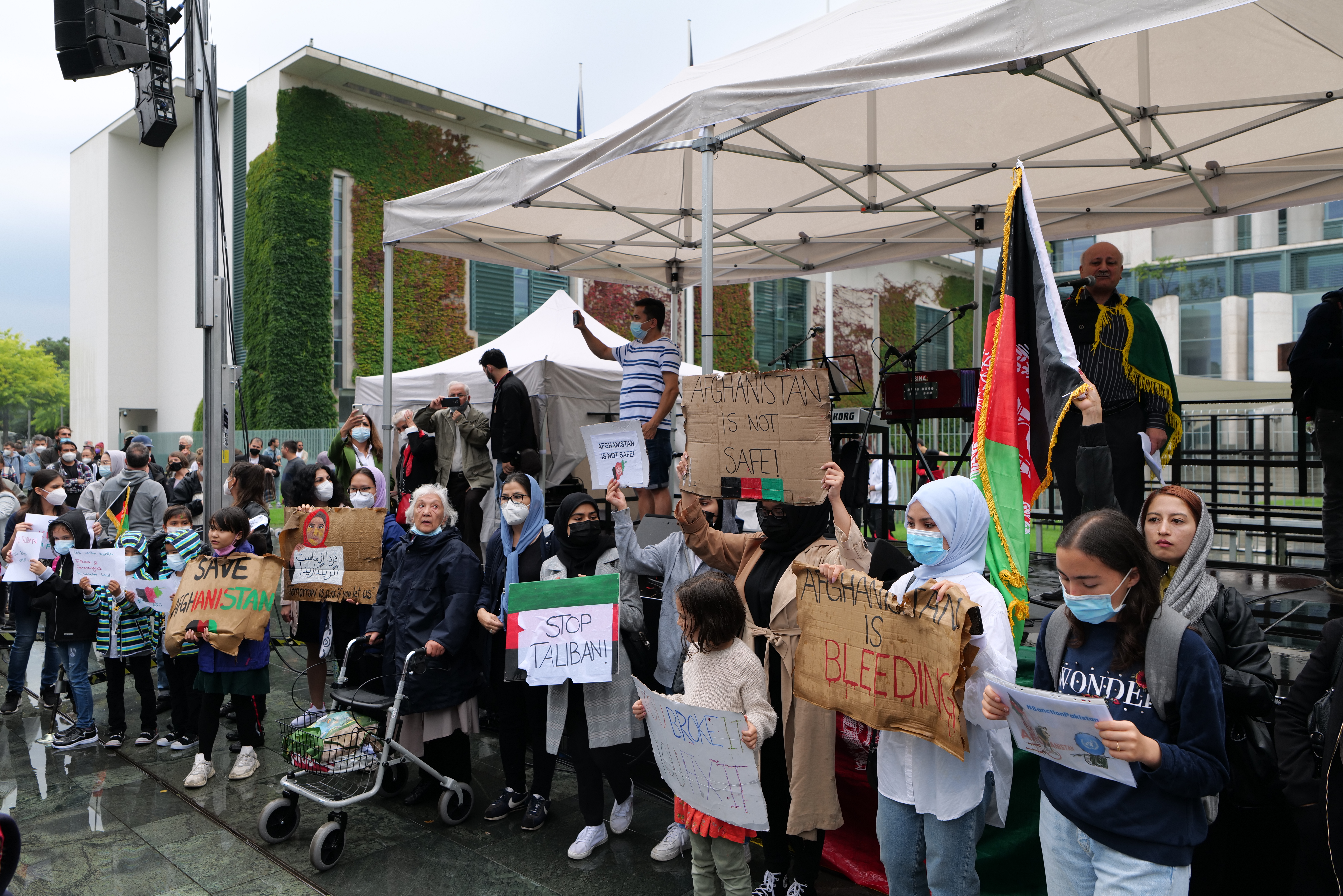
Афганці в Берліні демонструють солідарність з народом Афганістану після падіння Кабула в 2021 році

Багато з перших афганських мігрантів були добре освіченими і професійно підготовленими в Афганістані, однак вони постали перед труднощами у пошуку роботи за фахом. З роками походження мігрантів стало більш різноманітним, і останні мігранти, як правило, менш освічені та професійно підготовлені порівняно з першими.
Деякі афганці в Німеччині вважають, що їхнє представництво в суспільстві обмежене, попри те, що вони є однією з найбільших іммігрантських груп країни.
Серед них Афгансько-німецька асоціація освіти, охорони здоров'я та ремесел, заснована у 2002 році, Інформаційний центр Афганістану, заснований у 1993 році, та Асоціація афганських жінок, заснована у 1992 році. Станом на 2017 рік у Німеччині було виявлено близько 130 асоціацій, які мають чіткі зв'язки з Афганістаном. Вони включають групи, пов'язані переважно з політикою та інтеграцією, освітою та соціальними питаннями, культурою, релігією та охороною здоров'я.
З 1998 по 2011 рік у гамбурзькому районі Шпайхерштадт працював приватний Афганський музей.
За даними Міністерства внутрішніх справ, у 2016 році в дитячих шлюбах перебувало 157 неповнолітніх осіб афганського походження.

## Знані люди
- Абдул Ахад Моманд, космонавт
- Burhan Qurbani(інші мови), режисер
- Джелалудін Шарітьяр, футболіст
- Dorranai Hassan(інші мови), футболіст
- Graziella Schazad(інші мови), автор пісень
- Hamid Rahimi(інші мови), боксер
- Хассан Амін, футболіст
- Kabir Stori(інші мови), поет та письменник
- Mina Tander(інші мови), актриса
- Надім Амірі, футболіст
- Nasrat Haqparast(інші мови), боєць змішаних єдиноборств
- Nina Tenge(інші мови), репер
- Rebecca Mir(інші мови), модель
- Sayed Sadaat(інші мови), колишній політик в Афганістані
- Seeta Qasemi(інші мови), співак і автор пісень афганської музики
- Simin Tander(інші мови), джазовий музикант
- Zallascht Sadat(інші мови), модель
- Zohre Esmaeli(інші мови), модель
- Izatullah Dawlatzai(інші мови)
- Khaibar Amani(інші мови)
- Абассін Аліхіл
- Mustafa Hadid(інші мови)
- Josef Shirdel(інші мови)
- Massih Wassey(інші мови)
- Milad Salem(інші мови)
- Масіх Сайгані
- Benjamin Nadjem(інші мови)
- Yusuf Barak(інші мови)
- Ahmad Milad Karimi(інші мови)
- Morsal Obeidi(інші мови)
- Ata Yamrali(інші мови)
- Sandjar Ahmadi(інші мови)
- Zamir Daudi(інші мови)
- Mansur Faqiryar(інші мови)
- Rangin Dadfar Spanta(інші мови)
- Сулейман Лаєк